# Тиражи периодических изданий СССР в 1990 году

## Тиражи газет
- Аргументы и факты - 32,9 миллиона,[1]
- Комсомольская правда - 22 миллиона,[2]
- Труд (газета) - 21,515 миллиона,[3]
- Правда (газета) - 7,7 миллиона,[4]
- Собеседник (газета) - 1,3 миллиона.[5]

## Тиражи журналов
- Работница (журнал) - 24,106 миллиона,[6]
- Крестьянка (журнал) - 22,18 миллиона,[7]
- Здоровье (журнал) - 18,25 миллиона,[8]
- Человек и закон (журнал) - 9,15 миллиона,[9]
- Крокодил (журнал) - 5,05 миллиона,[10]
- Огонек (журнал) - 4,6 миллиона,[11]
- Роман-газета (журнал) - 3,36 миллиона,[12]
- Смена (журнал) - 3,318 миллиона,[13]
- Юность (журнал) - 3,1 миллиона,[14]
- Ровесник (журнал) - 3,0 миллиона,[15]
- Новый мир (журнал) - 2,71 миллиона,[16]
- Наука и жизнь (журнал) - 2,7 миллиона,[17]
- Перець (журнал) - 2,003 миллиона,[18]
- Юный техник (журнал) - 1,955 миллиона,[19]
- Мы (журнал) - 1,844 миллиона,[20]
- Пионер (журнал) - 1,82 миллиона,[21]
- Сельская молодежь (журнал) - 1,4 миллиона,[22]
- Костер (журнал) - 1,24 миллиона,[23]
- Студенческий меридиан (журнал) - 1,125 миллиона,[24]
- Аврора (журнал, Санкт-Петербург) - 1,09 миллиона,[25]
- Знамя (журнал) - 1 миллион,[26]
- Парус (журнал) - 1 миллион,[27]
- Советский экран (журнал) - 1 миллион,[28]
- Комсомольская жизнь (журнал) - 920 тысяч,[29]
- Дружба народов (журнал) - 815 тысяч,[30]
- Эхо планеты (журнал) - 809 тысяч,[31]
- Молодая гвардия (журнал) - 725 тысяч,[32]
- Известия ЦК КПСС - 717 тысяч,[33]
- Нева (журнал) - 640 тысяч,[34]
- Наш современник (журнал) - 487 тысяч,[35]
- Москва (журнал) - 460 тысяч,[36]
- Родина (журнал) - 450 тысяч,[37]
- Звезда (журнал) - 360 тысяч,[38]
- Иностранная литература (журнал) - 360 тысяч,[39]
- Знание-сила (журнал) - 355 тысяч,[40]
- Октябрь (журнал) - 335 тысяч,[41]
- Слово (журнал) - 236 тысяч,[42]
- Век ХХ и мир (журнал) - 218 тысяч,[43]
- Военно-исторический журнал - 210 тысяч,[44]
- Вожатый (журнал) - 200 тысяч,[45]
- Родник (журнал) - 140 тысяч,[46]
- Вопросы истории (журнал) - 105 тысяч,[47]
- Горизонт (журнал) - 100 тысяч,[48]
- Даугава (журнал) - 98 тысяч,[49]
- Искусство кино (журнал) - 48 тысяч,[50]
- Искусство Ленинграда (журнал) - 22 тысячи.[51]